# Munters
Munters er en svensk producent af udstyr til affugtning, fugtning og kølning af luft, inklusive udstyr til vand- og brandskadesikring. Den blev grundlagt i 1955 af Carl Munters med flere.